# Heinrich Sussmann
Heinrich Sussmann, Pseudonym Henriesse (geboren 20. November 1904 in Tarnopol, Österreich-Ungarn; gestorben 12. Dezember 1986 in Wien) war ein österreichischer Maler, Illustrator und Bildkünstler, Widerstandskämpfer und Überlebender der Shoa.

## Leben
Heinrich Sussmann wuchs in Tarnopol, einem Ort im damaligen Kronland Galizien Österreich-Ungarns auf. Als er zehn Jahre alt war, verlegte seine Familie fluchtartig ihre Wohnung nach Wien, wo er eine Mittelschule besuchte. Danach ging er nach Paris, wo er sich an der „Académie Grand Chaumiére“ die Grundlagen der Malerei und Grafik aneignete. 1927/28 setzte er seine Studien an der Kunstgewerbeschule der Stadt Wien fort. Bei Oskar Strnad gewann er Einblicke in die Bereiche Innenarchitektur und Bühnenbild. In den Pariser Galerien „Salon du Caire“ und „Au Sacre du Printemps“ stellte er seine ersten Werke aus. Es folgte eine kurze Zwischenetappe, in der er für eine ägyptische Zigarettenfirma in Kairo die Werbeabteilung leitete. Auch an verschiedenen Bühnen – der „Proletarier-Bühne“, den „Künstlerspielen Faun“, den „Kammerspielen“, dem „Volkstheater Wien“ – wurde er als Bühnenbildner tätig. Er arbeitete auch für verschiedene Zeitungen und Zeitschriften.
Bilder Sussmanns wurden in Zeitschriften publiziert, u. a. in der Revue des Monats. 1929 ging Sussmann nach Berlin und wurde Zeichner im Ullstein-Verlag. In Berlin lernte er Herbert Sandberg kennen. Es entstanden Skizzen, die ihn zu einem der bekanntesten Karikaturisten machten. Er porträtierte Hanns Eisler, Elisabeth Bergner, Hans Albers u. a. Für das Berliner Nachtlokal „Bal Musette“ gestaltete er Innenarchitekturen und Bühnenbilder. Mit sechs Blättern war er in der Ausstellung „Humor in der Malerei“ der Berliner Sezession vertreten.
Nach der Machtübertragung 1933 an die NSDAP zerstörte die Gestapo sein Atelier, so dass er alle in Berlin entstandenen Arbeiten verlor. Das Berliner Adressbuch verzeichnete ihn letztmalig 1933 als Gebrauchsgraphiker mit der Anschrift Innsbrucker Platz 1.
Er floh zunächst zurück nach Wien, doch die dortige nazifreundliche Volksstimmung ließ ihn über Prag und Zürich nach Paris weiterziehen, wo er sich einen neuen Lebensmittelpunkt schuf. 1937 heiratete er Anna (auch Anni oder Annie) Goldscheider. Als die Wehrmacht 1938 in Wien einmarschierte, kamen seine Eltern ums Leben. Dabei gingen deren Wohnung und damit auch seine Wiener Arbeiten verloren.
Heinrich Sussmann wurde im Camp de Meslay-du-Maine u. a. mit Karl Farkas interniert. Er, Farkas und andere entwarfen die Revue „Meslay lacht wieder“ und brachten sie zur Aufführung.
Sussmann meldete sich freiwillig als Soldat ohne Waffe und ging nach dem Zusammenbruch der französischen Armee nach Marseille, wohin ihm seine Frau folgte. Ein drittes Mal, diesmal in seiner Pariser Wohnung, wurden alle seine Arbeiten von der Gestapo zerstört. Er beschäftigte sich jetzt mit Buchillustrationen und keramischen Arbeiten. Er und seine Frau wurden Mitglieder der Resistance, Sussmann zum Meisterfälscher für Identitätskarten und andere Dokumente, die Verfolgten und Gefährdeten zugutekamen. In Paris wurde das Ehepaar im April 1944 verhaftet, ins Militärgefängnis Fresnes verbracht und gefoltert. Von dort wurden sie nach Auschwitz bzw. Auschwitz-Birkenau deportiert. Er erhielt die Häftlingsnummer B 3936.
In Auschwitz-Birkenau schenkte Anna Sussmann dem Buben Georg Samuel Sussmann das Licht der Welt. Der Lagerarzt Dr. Mengele hat das Neugeborene unmittelbar nach der Geburt vor den Augen Annis und der mitgefangenen Frauen „in den Ofen geworfen“. Anni betrieb in einem Nebenlager Sabotage und floh in die Schweiz. Heinrich wurde von der Roten Armee befreit und nach Marseille repatriiert, wohin ihm Anni folgte. Beide kehrten nach Österreich zurück, um am Aufbau eines freien und demokratischen Österreich mitzuwirken.

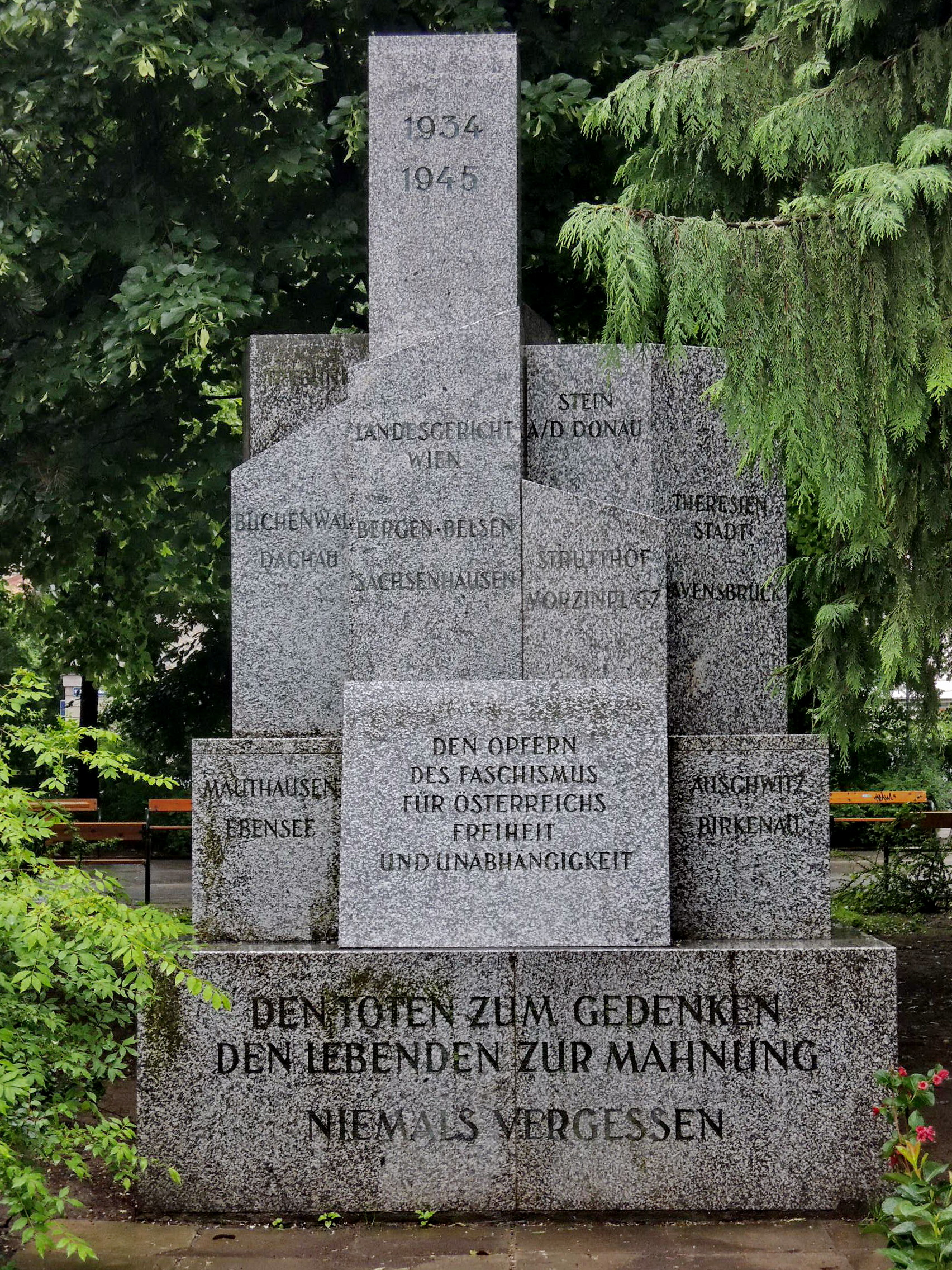
Denkmal für die Opfer des Faschismus am Reumannplatz in Wien (1981)

In Wien entwarf Sussmann für das „Künstlerhaus“ eine erste große Ausstellung „Niemals vergessen!“ über die Verbrechen des NS-Regimes. Es folgten weitere Ausstellungen wie „Der Aufstand des Warschauer Ghettos“ und viele andere. In den folgenden Jahren und Jahrzehnten schuf er wieder Bühnenbilder, Illustrationen, Karikaturen, Plakate, Mosaiken, Grafiken und Gemälde. Eindrucksvolle Zyklen und Mappenwerke entstanden. Vor allem sein eigenes Erleben in Auschwitz schlug sich nieder in der Mappe „Ich erinnere mich wieder an Auschwitz“, die 1960 gedruckt wurde. In seinem Zyklus „Ecce homo“ (1966) tauchen diese Erinnerungen wieder auf. Er gestaltete u. a. auch die Glasfenster des jüdischen Teiles des Wiener Zentralfriedhofs. Für die österreichische Gedenkstätte des Museums Auschwitz schuf er die Votivfenster. Weitere Unterlagen dazu befinden sich im Dokumentationsarchiv des Österreichischen Widerstandes. Auf ihn geht auch die Gestaltung des Denkmals für die Opfer des Faschismus zurück, das 1981 am Reumannplatz in Wien aufgestellt wurde.

## Selbstreflexion
Zu seinem 80. Geburtstag schrieb Sussmann
„10 Jahre Kindheit
30 Jahre Gratwanderung
Aufstieg – Absturz
Absturz im wahrsten Sinne des Wortes,
denn ich musste jedesmal abstürzen,
wo immer mich der ‚Tapezierer‘ einholte.
Er hielt sich länger als erwartet.
Endsieger blieb dennoch ich.
Vor vierzig Jahre bin ich umgestiegen:
Vom Viehwagen in den Schlafwagen;
Kein Vergleich!“

## Nachlass und Nachwirken
Ein umfangreicher künstlerischer Nachlass befindet sich in einer Sammlung im Jüdischen Museum Wien. Die Heinrich-Sussmann-Stiftung Wien trägt zur Förderung junger österreichischer Künstler bei.
Eine öffentlich stark beachtete Ausstellung von Heinrich Sussmanns Werken wurde drei Jahre nach seinem Tod am 26. April 1989 im Berliner Otto-Nagel-Haus eröffnet. Sie wurde vom Verband Bildender Künstler der DDR (VBK), der Gesellschaft bildender Künstler Österreichs (Künstlerhaus), von der Heinrich Sussmann-Stiftung Wien und von der Stiftung „Neue Synagoge Berlin – Centrum  Judaicum“ ausgerichtet.

## Ausstellungen
- 1926 Paris: Galerie „Sacre du Printemps“
- 1927 Kairo: „Salon du Caire“
- 1928 Berlin: „Berliner Secession“
- 1936 Paris: „Studio“
- 1937 Paris: „Atelierausstellung“
- 1941 Marseille: „Salon Artistique“
- 1946 Wien: „Niemals vergessen“, Künstlerhaus
- 1947 Wien: „I. Österreichische Kunstausstellung“, Künstlerhaus
- 1948 Wien: „Internationale Plakatausstellung“, Künstlerhaus
- 1948 Wien: „Karikaturenschau“, Künstlerhaus
- 1954 Wien, Wiener Festwochen: „Bühnenbild“, Künstlerhaus
- 1954 Wien: „Widerstand und Kunst“, Künstlerhaus
- 1954 Warschau: „Ausstellung zeitgenössischer Kunst“
- 1955 Wien: „Internationale Karikaturenausstellung“
- 1956 Wien, Wiener Festwochen: „Erschaut und gestaltet“, Künstlerhaus
- 1957 Wien, Wiener Festwochen: Landschaft, Mensch und Tier", Künstlerhaus
- 1959 Wien: „Herbstausstellung“, Künstlerhaus
- 1960 Wien: „Frühjahrsausstellung“, Künstlerhaus
- 1960 Wien: „Herbstausstellung“, Künstlerhaus
- 1960 Wien: „Bau der Weltstadt Wien in der Karikatur“, Bauzentrum
- 1961 Wien: „Kunstausstellung BVÖ“, Arbeiterkammer
- 1961 Paris: Eigenausstellung „Maison de la Pensée Francaise“
- 1962 Jerusalem: Eigenausstellung „Studio Nora“
- 1963 Wien: „Auf vielen Wegen“, Kupferstichkabinett
- 1964 Wien: Eigenausstellung „Kleine Galerie“
- 1965 Paris: Eigenausstellung „Galerie du Passeur“
- 1968 München: Galerie Wolfgang Gurlitt (Personalausstellung Gemälde und Zeichnungen)
- 1984 Wien: Sussmann's Reisen aquarelliert und gezeichnet, Künstlerhaus
- 1989 Berlin-Ost, Personalausstellung, Otto-Nagel-Haus

## Öffentliche Sammlungen mit Werken Sussmanns
- Albertina, Wien
- Jüdisches Museum Wien
- Österreichische Galerie Belvedere, Wien

## Preise
- Antifa-Plakette „Niemals vergessen“, 1946
- „Internationale Plakatausstellung“, 1948
- „Internationale Karikaturenausstellung“, 1955
- „Theodor-Körner-Förderungspreis“, 1962
- „Theodor-Körner-Förderungspreis“, 1966